# Pepsodent
Pepsodent es una marca de crema dentífrica de la empresa Unilever. Tiene presencia en Chile, Suecia, Finlandia, Indonesia, Estados Unidos, donde fue adquirida en 2003 por Church and Dwight, e India, donde fue lanzada en 1993, además de venderse en otros cuarenta y un países.

## Historia

### En Chile
Pepsodent se lanzó en el mercado chileno en la década de 1920 publicitando una novedosa forma de eliminar la película amarilla que a veces aparecía en los dientes. Con varias décadas en el país, Pepsodent se ha consolidado como una de las marcas líderes gracias a famosos comerciales y campañas como Me siento bien, con Pepsodent (1995) y La sonrisa Pepsodent, que se utiliza como frase popular para referirse a una dentadura perfecta.

#### Productos
- Pepsodent White Now
- Pepsodent Xtra Whitening
- Pepsodent 12 Horas
- Pepsodent Triple Acción
- Pepsodent Complete 8
- Pepsodent Ultra Complete
- Pepsodent Minipep

### En Estados Unidos
Pepsodent fue una de las marcas más importantes de crema dentífrica en Estados Unidos hasta mediados de la década de 1950, cuando sus dueños demoraron en la inclusión de fluoruro en su fórmula, para contrarrestar el crecimiento de marcas como Crest, Gleem de Procter & Gamble y Colgate. Su más famosa campaña era You'll wonder where the yellow went / when you brush your teeth with Pepsodent! (Te preguntarás a dónde se fue lo amarillo / cuando cepilles tus dientes con Pepsodent).

### En Venezuela
Pepsodent fue una de las marcas con mucha aceptación en el mercado, junto con Gibbs Fluor, ambas de Unilever (antes Lever-Pond's).
En la actualidad se vende con el nombre de Close-Up y Signal.

### En otros países
También se vende en algunos países de América del Sur y de Oriente Medio presentada con el nombre Close-Up.